# Schietsport op de Gemenebestspelen 2006
De schietsport is een van de olympische sporten die werden beoefend tijdens de Gemenebestspelen 2006.

## Gemengd

### Full Bore
| rang   | naam                       | land | treffers |
| ------ | -------------------------- | ---- | -------- |
| Goud   | Bruce Scott                | AUS  | 403.60   |
| Zilver | Paraq Patel                | ENG  | 402.57   |
| Brons  | James Corbett              | AUS  | 401.57   |
| 4      | Md Zainal Abidin Bin       | MAS  | 401.51   |
| 5      | Hamsan Zulkeflee Bin       | MAS  | 401.49   |
| 6      | Robert Hayter              | RSA  | 401.46   |
| 7      | Johannes Gerhardus du Toit | RSA  | 399.52   |
| 8      | Lindsay Peden              | SCO  | 399.50   |
| 9      | David Peter Calvert        | NIR  | 399.50   |
| 10     | James Paton                | CAN  | 399.50   |
| 11     | Peter Michael Jory         | GUE  | 399.50   |
| 12     | Brian Carter               | NZL  | 399.47   |
| 13     | Adam Mathew Jory           | GUE  | 398.45   |
| 14     | David Rickman              | JAM  | 398.45   |
| 15     | Gareth Morris              | WAL  | 397.43   |
| 16     | Ian Shaw                   | SCO  | 396.53   |
| 17     | Ransford Goodluck          | GUY  | 396.43   |
| 18     | Martin Lindsay Millar      | NIR  | 396.42   |
| 19     | Satiender Singh Sehmi      | KEN  | 396.37   |
| 20     | Alexander Woodward         | WAL  | 395.46   |

### Full Bore duo's
| rang   | naam                                                  | land | treffers |
| ------ | ----------------------------------------------------- | ---- | -------- |
| Goud   | Glyn Barnett Paraq Patel                              | ENG  | 594.87   |
| Zilver | James Corbett Bruce Scott                             | AUS  | 593.74   |
| Brons  | Md Zainal Abidin Bin Hamsan Zulkeflee Bin             | MAS  | 592.72   |
| 4      | Lindsay Peden Ian Shaw                                | SCO  | 590.81   |
| 5      | James Paton Patrick Vamplew                           | CAN  | 590.80   |
| 6      | David Peter Calvert Martin Lindsay Millar             | NIR  | 590.79   |
| 7      | Brian Carter John Snowden                             | NZL  | 590.67   |
| 8      | Johannes Gerhardus du Toit Robert Hayter              | RSA  | 589.71   |
| 9      | Ransford Goodluck Mahendra Persaud                    | GUY  | 586.71   |
| 10     | Richard Alexander Benest David Robert Le Quesne       | JER  | 585.70   |
| 11     | Adam Mathew Jory Peter Michael Jory                   | GUE  | 583.74   |
| 12     | Gareth Morris Alexander Woodward                      | WAL  | 582.71   |
| 13     | Denis John Nelson David Rickman                       | JAM  | 573.46   |
| 14     | Carl Awong Norris Gomez                               | TRI  | 564.53   |
| 15     | Kenneth Aldridge Christopher McCallum                 | FAI  | 563.53   |
| 16     | Simon Musyoki Ndambuki Satiender Singh Sehmi          | KEN  | 561.52   |
| 17     | Karl Branch Louis King                                | BAR  | 559.36   |
| 18     | Nelson Chesterfield Simons Stewart Harry Walter Trott | BER  | 518.30   |
| 19     | Ivor Jerome Gomes Christopher Emanuel Joseph          | ANT  | 464.14   |

## Mannen

### 25 meter centraalvuurpistool
| rang   | naam                       | land | treffers |
| ------ | -------------------------- | ---- | -------- |
| Goud   | Shaw Ming On               | SGP  | 578      |
| Zilver | Gregory Yelavich           | NZL  | 578      |
| Brons  | Samaresh Jung              | IND  | 578      |
| 4      | Jaspal Rana                | IND  | 577      |
| 5      | Amir Hasli Izwan Bin       | MAS  | 572      |
| 6      | Irshad Ali                 | PAK  | 571      |
| 7      | Allan Stuart McDonald      | RSA  | 567      |
| 8      | Bob Dowling                | AUS  | 566      |
| 9      | Jean Rochon                | CAN  | 566      |
| 10     | Metodi Igorov              | CAN  | 564      |
| 11     | Mar-I Magbool Tabbasum     | PAK  | 563      |
| 12     | Daniel Francois van Tonder | RSA  | 563      |
| 13     | Simon Lucas                | ENG  | 562      |
| 14     | Bob Carroll                | SCO  | 562      |
| 15     | Peter Flippant             | ENG  | 562      |
| 16     | Alan Green                 | WAL  | 561      |
| 17     | Junior Benskin             | BAR  | 560      |
| 18     | David Moore                | AUS  | 560      |
| 19     | Stephen Pengelly           | WAL  | 557      |
| 20     | Jason Wakeling             | NZL  | 552      |

### 25 meter centraalvuurpistool duo's
| rang   | naam                                             | land | treffers |
| ------ | ------------------------------------------------ | ---- | -------- |
| Goud   | Samaresh Jung Jaspal Rana                        | IND  | 1150     |
| Zilver | Peter Flippant Simon Lucas                       | ENG  | 1138     |
| Brons  | Allan Stuart McDonald Daniel Francois van Tonder | RSA  | 1135     |
| 4      | Metodi Igorov Jean Rochon                        | CAN  | 1132     |
| 5      | Jason Wakeling Gregory Yelavich                  | NZL  | 1132     |
| 6      | Irshad Ali Mar-I Magbool Tabbasum                | PAK  | 1130     |
| 7      | Bob Dowling David Moore                          | AUS  | 1125     |
| 8      | Junior Benskin Chester Foster                    | BAR  | 1109     |
| 9      | Alan Green Stephen Pengelly                      | WAL  | 1102     |
| 10     | Leon Andre Malherbe Friedhelm Ferdinand Sack     | NAM  | 1092     |
| 11     | Elaochi Adoyi Abdullahi Usaini                   | NGR  | 1022     |
| 12     | Graham Cock Andrew Glenny                        | NFI  | 1011     |

### 50 meter geweerschieten drie posities
| rang   | naam                    | land | treffers |
| ------ | ----------------------- | ---- | -------- |
| Goud   | Gagan Narang            | IND  | 1261.4   |
| Zilver | Abhinav Bindra          | IND  | 1248.6   |
| Brons  | Ben Burge               | AUS  | 1238.2   |
| 4      | John Croydon            | WAL  | 1235.5   |
| 5      | Chris Hector            | ENG  | 1233.3   |
| 6      | Abdul Mohd Hameleay Bin | MAS  | 1233.2   |
| 7      | David Grummitt          | NZL  | 1231.8   |
| 8      | Michael Brown           | AUS  | 1223.4   |
| 9      | Dayle Slinn             | NZL  | 1134.0   |
| 10     | Jason Burrage           | ENG  | 1134.0   |
| 11     | Graham Rudd             | SCO  | 1132.0   |
| 12     | Michael Hockings        | CAN  | 1126.0   |
| 13     | Martin Sinclair         | SCO  | 1126.0   |
| 14     | Martyn Blake            | WAL  | 1123.0   |
| 15     | Saiful Alam             | BAN  | 1122.0   |
| 16     | Johari Azlan Bin        | MAS  | 1118.0   |
| 17     | Cory Niefer             | CAN  | 1115.0   |
| 18     | Marlon Best             | BAR  | 1068.0   |
| 19     | Simon Paul Henry        | SHE  | 988.0    |
| 20     | Mario James Yon         | SHE  | 973.0    |

### 50 meter geweerschieten drie posities duo's
| rang   | naam                                     | land | treffers |
| ------ | ---------------------------------------- | ---- | -------- |
| Goud   | Abhinav Bindra Gagan Narang              | IND  | 2287     |
| Zilver | Michael Brown Ben Burge                  | AUS  | 2269     |
| Brons  | Jason Burrage Chris Hector               | ENG  | 2265     |
| 4      | Graham Rudd Martin Sinclair              | SCO  | 2264     |
| 5      | Johari Azlan Bin Abdul Mohd Hameleay Bin | MAS  | 2254     |
| 6      | David Grummitt Dayle Slinn               | NZL  | 2241     |
| 7      | Michael Hockings Cory Niefer             | CAN  | 2234     |
| 8      | Martyn Blake John Croydon                | WAL  | 2232     |
| 9      | Simon Paul Henry Mario James Yon         | SHE  | 1997     |
| 10     | Gerard Augustin Marlon Best              | BAR  | 1064     |

### 50 meter geweerschieten liggend
| rang   | naam                       | land | treffers |
| ------ | -------------------------- | ---- | -------- |
| Goud   | David Phelps               | WAL  | 698.3    |
| Zilver | Mike Babb                  | ENG  | 696.2    |
| Brons  | Sanjeev Rajput             | IND  | 695.7    |
| 4      | Martin Sinclair            | SCO  | 695.1    |
| 5      | Warren Potent              | AUS  | 695.1    |
| 6      | Gruffudd Morgan            | WAL  | 694.3    |
| 7      | Ryan Taylor                | NZL  | 694.2    |
| 8      | Chris Hector               | ENG  | 694.0    |
| 9      | Neil Stirton               | SCO  | 591.0    |
| 10     | Martin Senore              | RSA  | 590.0    |
| 11     | Saiful Alam                | BAN  | 589.0    |
| 12     | Joydeep Karmakar           | IND  | 588.0    |
| 13     | David Clifton              | AUS  | 588.0    |
| 14     | Grant Taylor               | NZL  | 588.0    |
| 15     | James Philip Winton Glover | IOM  | 588.0    |
| 16     | Harry Creevy               | IOM  | 587.0    |
| 17     | Gavin Shawn van Rhyn       | RSA  | 586.0    |
| 18     | Alan Lewis                 | NIR  | 585.0    |
| 19     | Abdul Mohd Hameleay Bin    | MAS  | 584.0    |
| 20     | Johannes Sauer             | CAN  | 584.0    |

### 50 meter geweerschieten liggend duo's
| rang   | naam                                                        | land | treffers |
| ------ | ----------------------------------------------------------- | ---- | -------- |
| Goud   | Mike Babb Chris Hector                                      | ENG  | 1182     |
| Zilver | Martin Sinclair Neil Stirton                                | SCO  | 1179     |
| Brons  | Gruffudd Morgan David Phelps                                | WAL  | 1176     |
| 4      | David Clifton Warren Potent                                 | AUS  | 1176     |
| 5      | Joydeep Karmakar Sanjeev Rajput                             | IND  | 1173     |
| 6      | Grant Taylor Ryan Taylor                                    | NZL  | 1172     |
| 7      | Martin Senore Gavin Shawn van Rhyn                          | RSA  | 1171     |
| 8      | Alan Lewis Clifford William Chesney Ogle                    | NIR  | 1168     |
| 9      | Harry Creevy James Philip Winton Glover                     | IOM  | 1164     |
| 10     | Cory Niefer Johannes Sauer                                  | CAN  | 1163     |
| 11     | Johari Azlan Bin Abdul Mohd Hameleay Bin                    | MAS  | 1163     |
| 12     | Kevin Brian de Gruchy Stephen John Le Couillard             | JER  | 1163     |
| 13     | Curtis Blunt Takoor Sankar                                  | TRI  | 1157     |
| 14     | Adrian Lugnani Wayne Piri                                   | GIB  | 1151     |
| 15     | Gerard Augustin Marlon Best                                 | BAR  | 1140     |
| 16     | Sinclair Charles Rayner Ross Gladwin Eugene Roberts         | BER  | 1105     |
| 17     | Ivan Junior Desmond Ambrose Stephans Theodore Alexis Winter | ANT  | 1095     |
| 18     | Simon Paul Henry Mario James Yon                            | SHE  | 1095     |
| 19     | Okposo Esugo Jonny Hamakim                                  | NGR  | 1077     |

### kleiduivenschieten skeet
| rang   | naam                     | land | treffers |
| ------ | ------------------------ | ---- | -------- |
| Goud   | George Achilleos         | CYP  | 148      |
| Zilver | Clive Barton             | AUS  | 147      |
| Brons  | Clayton Alexander Miller | CAN  | 143      |
| 4      | Antonis Nikolaides       | CYP  | 142      |
| 5      | George Barton            | AUS  | 141      |
| 6      | Michael Maskell          | BAR  | 139      |
| 7      | Chee Fei Teh             | MAS  | 117      |
| 8      | Paul Wilson              | NZL  | 117      |
| 9      | Ian Marsden              | SCO  | 116      |
| 10     | Malcolm Duff             | NZL  | 116      |
| 11     | Tony Grove               | WAL  | 116      |
| 12     | Malcolm Allen            | WAL  | 115      |
| 13     | Khurram Inam             | PAK  | 113      |
| 14     | Amit Sanghi              | IND  | 113      |
| 15     | Joe Trinci               | CAN  | 112      |
| 16     | Mike Thomson             | SCO  | 112      |
| 17     | Baba Prithviraj Singh    | IND  | 112      |
| 18     | Yew Kwan Cheong          | MAS  | 111      |
| 19     | Richard Brickell         | ENG  | 111      |
| 20     | David Clague             | IOM  | 111      |

### kleiduivenschieten skeet duo's
| rang   | naam                                   | land | treffers |
| ------ | -------------------------------------- | ---- | -------- |
| Goud   | George Achilleos Antonis Nikolaides    | CYP  | 190      |
| Zilver | Clive Bramley Richard Brickell         | ENG  | 186      |
| Brons  | Clive Barton George Barton             | AUS  | 185      |
| 4      | Malcolm Allen Tony Grove               | WAL  | 183      |
| 5      | Clayton Alexander Miller Joe Trinci    | CAN  | 182      |
| 6      | Ian Marsden Mike Thomson               | SCO  | 179      |
| 7      | Malcolm Duff Paul Wilson               | NZL  | 179      |
| 8      | Baba Prithviraj Singh Bedi Amit Sanghi | IND  | 175      |
| 9      | Yew Kwan Cheong Chee Fei Teh           | MAS  | 170      |
| 10     | Robert Harris Edison McLean            | CAY  | 166      |
| 11     | Glenn Catlin David Clague              | IOM  | 163      |
| 12     | Gary Clement Stephen Dent              | FAI  | 121      |

### kleiduivenschieten trap
| rang   | naam                   | land | treffers |
| ------ | ---------------------- | ---- | -------- |
| Goud   | Graeme Ede             | NZL  | 138      |
| Zilver | David John Beattie     | NIR  | 138      |
| Brons  | Manavjit Singh Sandhu  | IND  | 138      |
| 4      | Edward Ling            | ENG  | 135      |
| 5      | Ossie McLean           | SCO  | 135      |
| 6      | Tye Warner Bietz       | CAN  | 133      |
| 7      | Mansher Singh          | IND  | 116      |
| 8      | Glenn Kable            | FIJ  | 116      |
| 9      | James Birkett Evans    | WAL  | 115      |
| 10     | Michael Diamond        | AUS  | 115      |
| 11     | Adam Joseph Vella      | AUS  | 115      |
| 12     | Allan Sinclair         | NZL  | 115      |
| 13     | Wung Yew Lee           | SGP  | 114      |
| 14     | David Robert Walton    | IOM  | 113      |
| 15     | Andreas Vasileiou      | CYP  | 113      |
| 16     | Michael Wixey          | WAL  | 113      |
| 17     | Chris Dean             | ENG  | 112      |
| 18     | Kirk Reynolds          | CAN  | 112      |
| 19     | Bernard Cheng Han Yeoh | MAS  | 112      |
| 20     | Francis Pace           | MLT  | 111      |

### kleiduivenschieten trap duo's
| rang   | naam                                            | land | treffers |
| ------ | ----------------------------------------------- | ---- | -------- |
| Goud   | Michael Diamond Adam Joseph Vella               | AUS  | 189      |
| Zilver | Tye Warner Bietz Kirk Reynolds                  | CAN  | 185      |
| Brons  | Trevor Charles Boyles David Robert Walton       | IOM  | 183      |
| 4      | Manavjit Singh Sandhu Mansher Singh             | IND  | 183      |
| 5      | Choon Seng Choo Yung Yew Lee                    | SGP  | 182      |
| 6      | James Birkett Evans Michael Wixey               | WAL  | 179      |
| 7      | Chris Dean Edward Ling                          | ENG  | 176      |
| 8      | Etienne Zacharias Cilliers Georgios Eleftheriou | RSA  | 175      |
| 9      | Graeme Ede Allan Sinclair                       | NZL  | 173      |
| 10     | David John Beattie Mervyn Morrison              | NIR  | 169      |
| 11     | Ossie McLean Jonathon Reid                      | SCO  | 169      |
| 12     | Seong Fook Chen Bernard Cheng Han Yeoh          | MAS  | 167      |
| 13     | Stanley Cardona Francis Pace                    | MLT  | 166      |
| 14     | Nicholas John Dewe Stefan Lawrence Roberts      | GUE  | 163      |
| 15     | Kevin Charles John Cowles Harry Murphy          | GIB  | 155      |
| 16     | Glenn Kable Errol Somaru                        | FIJ  | 149      |
| 17     | Henry Donald Alexander McLeod Saul Pitaluga     | FAI  | 144      |
| 18     | Thomas George Ebanks Christopher Thomas Jackson | CAY  | 134      |

### kleiduivenschieten dubbele trap
| rang   | naam                       | land | treffers |
| ------ | -------------------------- | ---- | -------- |
| Goud   | Rajyavardhan Singh Rathore | IND  | 181      |
| Zilver | Byron Swanton              | RSA  | 180      |
| Brons  | William Chetcuti           | MLT  | 179      |
| 4      | Russell Mark               | AUS  | 178      |
| 5      | Richard Faulds             | ENG  | 177      |
| 6      | Stevan Walton              | ENG  | 170      |
| 7      | Vikram Bhatnagar           | IND  | 133      |
| 8      | Stephen Theodotou          | CYP  | 132      |
| 9      | Tye Warner Bietz           | CAN  | 129      |
| 10     | Craig William Trembath     | AUS  | 128      |
| 11     | Neil Edward Parsons        | IOM  | 126      |
| 12     | Timothy James Kneale       | IOM  | 126      |
| 13     | Kirk Reynolds              | CAN  | 126      |
| 14     | Seng Chye Khor             | MAS  | 125      |
| 15     | Rodney Micallef            | MLT  | 124      |
| 16     | Demetris Demetriou         | CYP  | 122      |
| 17     | Nicolaas Jacob Swart       | RSA  | 117      |
| 18     | Tian Xiang Tan             | MAS  | 116      |
| 19     | Stewart Cumming            | SCO  | 114      |
| 20     | Milton Bradley             | NFI  | 88       |

### kleiduivenschieten dubbele trap duo's
| rang   | naam                                        | land | treffers |
| ------ | ------------------------------------------- | ---- | -------- |
| Goud   | Russell Mark Craig William Trembath         | AUS  | 186      |
| Zilver | Vikram Bhatganar Rajyavardhan Singh Rathore | IND  | 179      |
| Brons  | Richard Faulds Stevan Walton                | ENG  | 176      |
| 4      | William Chetcuti Rodney Micallef            | MLT  | 173      |
| 5      | Timothy James Kneale Neil Edward Parsons    | IOM  | 167      |
| 6      | Tye Warner Bietz Kirk Reynolds              | CAN  | 167      |
| 7      | Byron Swanton Nicolaas Jacob Swart          | RSA  | 167      |
| 8      | Seng Chye Khor Tian Xiang Tan               | MAS  | 151      |
| 9      | Demetris Demetriou Stephen Theodotou        | CYP  | 144      |
| 10     | Talaititama Talaiti Sione Belle Togiavalu   | NIU  | 110      |

### 10 meter luchtgeweer
| rang   | naam                    | land | treffers |
| ------ | ----------------------- | ---- | -------- |
| Goud   | Gagan Narang            | IND  | 698.9    |
| Zilver | Jin Zhang               | SGP  | 696.9    |
| Brons  | Abhinav Bindra          | IND  | 695.5    |
| 4      | Anjan Kumer Singha      | BAN  | 691.7    |
| 5      | Md Asif Hossain Khan    | BAN  | 687.8    |
| 6      | Jun Hong Ong            | SGP  | 687.8    |
| 7      | Chris Hector            | ENG  | 687.3    |
| 8      | Cory Niefer             | CAN  | 685.6    |
| 9      | Graham Rudd             | SCO  | 585.0    |
| 10     | Robin Law               | SCO  | 584.0    |
| 11     | Ben Burge               | AUS  | 583.0    |
| 12     | Chris Lacey             | ENG  | 583.0    |
| 13     | Johari Azlan Bin        | MAS  | 583.0    |
| 14     | Abdul Mohd Hameleay Bin | MAS  | 583.0    |
| 15     | Andreas Constantinou    | CYP  | 582.0    |
| 16     | David Grummitt          | NZL  | 582.0    |
| 17     | David Jonathan Turner   | JER  | 581.0    |
| 18     | Matt Inabinet           | AUS  | 580.0    |
| 19     | Dayle Slinn             | NZL  | 577.0    |
| 20     | John Croydon            | WAL  | 576.0    |

### 10 meter luchtgeweer duo's
| rang   | naam                                     | land | treffers |
| ------ | ---------------------------------------- | ---- | -------- |
| Goud   | Abhinav Bindra Gagan Narang              | IND  | 1189     |
| Zilver | Md Asif Hossain Khan Anjan Kumer Singha  | BAN  | 1181     |
| Brons  | Jun Hong Ong Jin Zhang                   | SGP  | 1177     |
| 4      | Chris Hector Chris Lacey                 | ENG  | 1173     |
| 5      | Johari Azlan Bin Abdul Mohd Hameleay Bin | MAS  | 1170     |
| 6      | David Grummitt Dayle Slinn               | NZL  | 1170     |
| 7      | Michael Hockings Cory Niefer             | CAN  | 1159     |
| 8      | Robin Law Graham Rudd                    | SCO  | 1159     |
| 9      | Ben Burge Matt Inabinet                  | AUS  | 1157     |
| 10     | Martyn Blake John Croydon                | WAL  | 1147     |
| 11     | Gerard Augustin Marlon Best              | BAR  | 1125     |
| 12     | Sesan Abolarin Okposo Esugo              | NGR  | 1112     |

### 10 meter luchtpistool
| rang   | naam                       | land | treffers |
| ------ | -------------------------- | ---- | -------- |
| Goud   | Samaresh Jung              | IND  | 685.4    |
| Zilver | Vivek Singh                | IND  | 677.6    |
| Brons  | Friedhelm Ferdinand Sack   | NAM  | 677.2    |
| 4      | Daniel Repacholi           | AUS  | 676.8    |
| 5      | Mick Gault                 | ENG  | 674.2    |
| 6      | Nick Baxter                | ENG  | 673.0    |
| 7      | Roger Daniel               | TRI  | 670.0    |
| 8      | Yang Wang                  | NZL  | 669.1    |
| 9      | Daniel Francois van Tonder | RSA  | 572.0    |
| 10     | David Lewis                | SCO  | 569.0    |
| 11     | Lip Meng Poh               | SGP  | 568.0    |
| 12     | David Moore                | AUS  | 568.0    |
| 13     | Gregory Yelavich           | NZL  | 567.0    |
| 14     | Leon Andre Malherbe        | NAM  | 566.0    |
| 15     | Scott Illingworth          | CAN  | 566.0    |
| 16     | David Leslie Ward          | JER  | 566.0    |
| 17     | Chester Foster             | BAR  | 564.0    |
| 18     | Irshad Ali                 | PAK  | 563.0    |
| 19     | Yuri Movshovich            | CAN  | 562.0    |
| 20     | Kwok Seng Soo              | SGP  | 560.0    |

### 10 meter luchtpistool duo's
| rang   | naam                                             | land | treffers |
| ------ | ------------------------------------------------ | ---- | -------- |
| Goud   | Samaresh Jung Vivek Singh                        | IND  | 1154     |
| Zilver | Nick Baxter Mick Gault                           | ENG  | 1152     |
| Brons  | David Moore Daniel Repacholi                     | AUS  | 1144     |
| 4      | Lip Meng Poh Kwok Seng Soo                       | SGP  | 1141     |
| 5      | Allan Stuart McDonald Daniel Francois van Tonder | RSA  | 1133     |
| 6      | Scott Illingworth Yuri Movshovich                | CAN  | 1133     |
| 7      | Yang Wang Gregory Yelavich                       | NZL  | 1131     |
| 8      | David Lewis Alan Ritchie                         | SCO  | 1128     |
| 9      | Junior Benskin Chester Foster                    | BAR  | 1118     |
| 10     | Leon Andre Malherbe Friedhelm Ferdinand Sack     | NAM  | 1117     |
| 11     | Sree Mohendra Kumar Singha Taufigur Rahman       | BAN  | 1105     |
| 12     | Alan Green Ian Harris                            | WAL  | 1101     |
| 13     | Michael Charles Quenault Davis Leslie Ward       | JER  | 1101     |
| 14     | Warren Blake Ronald Brown                        | JAM  | 1090     |
| 15     | Kevin Coulter Graham Lock                        | NFI  | 1047     |
| 16     | Elaochi Adoyi Samuel Effiong                     | NGR  | 1038     |
| 17     | Irshad Ali Mar-I Magbool Tabbasum                | PAK  | 0        |

### 25 meter pistoolschieten
| rang   | naam                       | land | treffers |
| ------ | -------------------------- | ---- | -------- |
| Goud   | Mick Gault                 | ENG  | 568      |
| Zilver | Irshad Ali                 | PAK  | 568      |
| Brons  | Bruce Quick                | AUS  | 562      |
| 4      | Allan Stuart McDonald      | RSA  | 559      |
| 5      | David Moore                | AUS  | 557      |
| 6      | Ronak Pandit               | IND  | 557      |
| 7      | Daniel Francois van Tonder | RSA  | 554      |
| 8      | Mar-I Magbool Tabbasum     | PAK  | 553      |
| 9      | Samaresh Jung              | IND  | 551      |
| 10     | Jean Rochon                | CAN  | 550      |
| 11     | Bob Carroll                | SCO  | 547      |
| 12     | Friedhelm Ferdinand Sack   | NAM  | 547      |
| 13     | Simon Lucas                | ENG  | 546      |
| 14     | David Leslie Ward          | JER  | 544      |
| 15     | Alan Green                 | WAL  | 542      |
| 16     | Marcus James Hill          | JER  | 541      |
| 17     | Alan Earle                 | NZL  | 541      |
| 18     | Leon Andre Malherbe        | NAM  | 541      |
| 19     | Jason Wakeling             | NZL  | 541      |
| 20     | Chester Foster             | BAR  | 535      |

### 25 meter pistoolschieten duo's
| rang   | naam                                             | land | treffers |
| ------ | ------------------------------------------------ | ---- | -------- |
| Goud   | Samaresh Jung Ronak Pandit                       | IND  | 1139     |
| Zilver | David Moore Bruce Quick                          | AUS  | 1112     |
| Brons  | Allan Stuart McDonald Daniel Francois van Tonder | RSA  | 1106     |
| 4      | Scott Illingworth Jean Rochon                    | CAN  | 1105     |
| 5      | Mick Gault Simon Lucas                           | ENG  | 1091     |
| 6      | Alan Earle Jason Wakeling                        | NZL  | 1091     |
| 7      | Irshad Ali Mar-I Magbool Tabbasum                | PAK  | 1089     |
| 8      | Junior Benskin Chester Foster                    | BAR  | 1086     |
| 9      | Leon Andre Malherbe Friedhelm Ferdinand Sack     | NAM  | 1081     |
| 10     | Alan Green Stephen Pengelly                      | WAL  | 1075     |
| 11     | Marcus James Hill David Leslie Ward              | JER  | 1070     |
| 12     | Kevin Coulter Stephen Ryan                       | NFI  | 960      |
| 13     | Elaochi Adoyi Abdullahi Usaini                   | NGR  | 948      |
| 14     | Vernon Anthony Meade Frank Alva Theodore         | ANT  | 880      |

### 50 meter pistoolschieten
| rang   | naam                       | land | treffers |
| ------ | -------------------------- | ---- | -------- |
| Goud   | Samaresh Jung              | IND  | 650.2    |
| Zilver | Mick Gault                 | ENG  | 645.9    |
| Brons  | Roger Daniel               | TRI  | 638.9    |
| 4      | Vivek Singh                | IND  | 638.6    |
| 5      | Nick Baxter                | ENG  | 638.2    |
| 6      | David Moore                | AUS  | 637.6    |
| 7      | Friedhelm Ferdinand Sack   | NAM  | 637.4    |
| 8      | David Lewis                | SCO  | 620.6    |
| 9      | Alan Ritchie               | SCO  | 539.0    |
| 10     | Daniel Francois van Tonder | RSA  | 537.0    |
| 11     | Daniel Repacholi           | AUS  | 534.0    |
| 12     | Yuri Movshovich            | CAN  | 533.0    |
| 13     | Gregory Yelavich           | NZL  | 530.0    |
| 14     | Jean Rochon                | CAN  | 528.0    |
| 15     | Taufiqur Rahman            | BAN  | 523.0    |
| 16     | Leon Andre Malherbe        | NAM  | 520.0    |
| 17     | Ian Harris                 | WAL  | 519.0    |
| 18     | Alan Earle                 | NZL  | 512.0    |
| 19     | Brian Check                | NFI  | 510.0    |
| 20     | Godam Mohyedien Begg       | RSA  | 478.0    |

### 50 meter pistoolschieten duo's
| rang   | naam                                            | land | treffers |
| ------ | ----------------------------------------------- | ---- | -------- |
| Goud   | David Moore Daniel Repacholi                    | AUS  | 1086     |
| Zilver | Samaresh Jung Vivek Singh                       | IND  | 1082     |
| Brons  | Nick Baxter Mick Gault                          | ENG  | 1078     |
| 4      | Leon Andre Malherbe Friedhelm Ferdinand Sack    | NAM  | 1071     |
| 5      | David Lewis Alan Ritchie                        | SCO  | 1055     |
| 6      | Alan Earle Gregory Yelavich                     | NZL  | 1052     |
| 7      | Yuri Movshovich Jean Rochon                     | CAN  | 1039     |
| 8      | Godam Mohyedien Begg Daniel Francois van Tonder | RSA  | 1005     |
| 9      | Brian Check Graham Cock                         | NFI  | 980      |

### 25 meter snelvuurpistool
| rang   | naam                       | land | treffers |
| ------ | -------------------------- | ---- | -------- |
| Goud   | Vijay Kumar                | IND  | 778.2    |
| Zilver | Pemba Tamang               | IND  | 775.0    |
| Brons  | Amir Hasli Izwan Bin       | MAS  | 770.4    |
| 4      | Allan Stuart McDonald      | RSA  | 749.3    |
| 5      | Mar-I Magbool Tabbasum     | PAK  | 748.8    |
| 6      | Metodi Igorov              | CAN  | 744.8    |
| 7      | Jason Wakeling             | NZL  | 552.0    |
| 8      | David Chapman              | AUS  | 551.0    |
| 9      | Alan Earle                 | NZL  | 550.0    |
| 10     | Yuri Movshovich            | CAN  | 548.0    |
| 11     | Daniel Francois van Tonder | RSA  | 534.0    |
| 12     | Chandana Gunaratna         | SRI  | 533.0    |
| 13     | Bruce Favell               | AUS  | 532.0    |
| 14     | Brian Check                | NFI  | 455.0    |
| 15     | Graham Lock                | NFI  | 355.0    |
| 16     | Bradley Rudolph Taylor     | TCI  | 293.0    |

### 25 meter snelvuurpistool duo's
| rang   | naam                                             | land | treffers |
| ------ | ------------------------------------------------ | ---- | -------- |
| Goud   | Vijay Kumar Pemba Tamang                         | IND  | 1134     |
| Zilver | David Chapman Bruce Favell                       | AUS  | 1116     |
| Brons  | Metodi Igorov Yuri Movshovich                    | CAN  | 1111     |
| 4      | Alan Earle Jason Wakeling                        | NZL  | 1101     |
| 5      | Allan Stuart McDonald Daniel Francois van Tonder | RSA  | 1089     |
| 6      | Brian Check Graham Lock                          | NFI  | 824      |

## Vrouwen

### 50 meter geweerschieten drie posities
| rang   | naam                      | land | treffers |
| ------ | ------------------------- | ---- | -------- |
| Goud   | Anuja Jung                | IND  | 670.7    |
| Zilver | Esmari van Reenen         | RSA  | 670.0    |
| Brons  | Mohamed Nur Suryani Binti | MAS  | 668.0    |
| 4      | Sian Corish               | WAL  | 666.4    |
| 5      | Anjali Mandar Bhagwat     | IND  | 666.3    |
| 6      | Baharin Nurul Hudda Binti | MAS  | 665.3    |
| 7      | Louise Minett             | ENG  | 663.7    |
| 8      | Jingna Zhang              | SGP  | 662.4    |
| 9      | Susannah Smith            | AUS  | 567.0    |
| 10     | Susan Jackson             | SCO  | 566.0    |
| 11     | Sue McCready              | AUS  | 565.0    |
| 12     | Pushpamali Ramanayaka     | SRI  | 564.0    |
| 13     | Sally Johnston            | NZL  | 563.0    |
| 14     | Becky Spicer              | ENG  | 563.0    |
| 15     | Emma Cole-Hamilton        | SCO  | 562.0    |
| 16     | Sheryl Glass              | NZL  | 560.0    |
| 17     | Cynthia Hamulas           | CAN  | 557.0    |
| 18     | Jennifer Corish           | WAL  | 555.0    |
| 19     | Sabrina Sultana           | BAN  | 555.0    |
| 20     | Chea Rong Lim             | SGP  | 552.0    |

### 50 meter geweerschieten drie posities duo's
| rang   | naam                                                | land | treffers |
| ------ | --------------------------------------------------- | ---- | -------- |
| Goud   | Louise Minett Becky Spicer                          | ENG  | 1143     |
| Zilver | Anjali Mandar Bhagwat Anuja Jung                    | IND  | 1142     |
| Brons  | Mohamed Nur Suryani Binti Baharin Nurul Hudda Binti | MAS  | 1140     |
| 4      | Sue McCready Susannah Smith                         | AUS  | 1131     |
| 5      | Sheryl Glass Sally Johnston                         | NZL  | 1128     |
| 6      | Emma Cole-Hamilton Susan Jackson                    | SCO  | 1126     |
| 7      | Jennifer Corish Sian Corish                         | WAL  | 1122     |
| 8      | Urooj Fatima Nazish Khan                            | PAK  | 1112     |
| 9      | Chea Rong Lim Jingna Zhang                          | SGP  | 1101     |
| 10     | Diana Cabrera Cynthia Hamulas                       | CAN  | 1091     |

### 50 meter geweerschieten liggend
| rang   | naam                      | land | treffers |
| ------ | ------------------------- | ---- | -------- |
| Goud   | Sheena Sharp              | SCO  | 586      |
| Zilver | Juliet Etherington        | NZL  | 585      |
| Brons  | Johanne Brekke            | WAL  | 584      |
| 4      | Susan Jackson             | SCO  | 580      |
| 5      | Mohamed Nur Suryani Binti | MAS  | 580      |
| 6      | Esmari van Reenen         | RSA  | 580      |
| 7      | Damaraju Vs Lakshmi Priya | IND  | 579      |
| 8      | Sharon Lee                | ENG  | 577      |
| 9      | Kathryn Mead              | NZL  | 577      |
| 10     | Sabrina Sultana           | BAN  | 577      |
| 11     | Mohamad Mariani Binti     | MAS  | 576      |
| 12     | Kim Frazer                | AUS  | 576      |
| 13     | Chea Rong Lim             | SGP  | 576      |
| 14     | Deepali Deshpande         | IND  | 576      |
| 15     | Ceri Dallimore            | WAL  | 576      |
| 16     | Helen Spittles            | ENG  | 575      |
| 17     | Suzanne Cubbon            | IOM  | 574      |
| 18     | Diana Cabrera             | CAN  | 574      |
| 19     | Louise Kathryn Aiken      | NIR  | 572      |
| 20     | Cynthia Hamulas           | CAN  | 570      |

### 50 meter geweerschieten liggend duo's
| rang   | naam                                                        | land | treffers |
| ------ | ----------------------------------------------------------- | ---- | -------- |
| Goud   | Susan Jackson Sheena Sharp                                  | SCO  | 1166     |
| Zilver | Sharon Lee Helen Spittles                                   | ENG  | 1161     |
| Brons  | Juliet Etherington Kathryn Mead                             | NZL  | 1161     |
| 4      | Kim Frazer Susannah Smith                                   | AUS  | 1160     |
| 5      | Johanne Brekke Ceri Dallimore                               | WAL  | 1154     |
| 6      | Suzanne Cubbon Lara Ward                                    | IOM  | 1149     |
| 7      | Esmari van Reenen Marli Vlok                                | RSA  | 1147     |
| 8      | Diana Cabrera Cynthia Hamulas                               | CAN  | 1146     |
| 9      | Deepali Deshpande Damajaru Vs Lakshmi Priya                 | IND  | 1145     |
| 10     | Mohamad Mariani Binti Mohamed Nur Suryani Binti             | MAS  | 1142     |
| 11     | Urooj Fatima Nazish Khan                                    | PAK  | 1138     |
| 12     | Kevin Brian de Gruchy Stephen John Le Couillard             | JER  | 1163     |
| 13     | Curtis Blunt Takoor Sankar                                  | TRI  | 1157     |
| 14     | Adrian Lugnani Wayne Piri                                   | GIB  | 1151     |
| 15     | Gerard Augustin Marlon Best                                 | BAR  | 1140     |
| 16     | Sinclair Charles Rayner Ross Gladwin Eugene Roberts         | BER  | 1105     |
| 17     | Ivan Junior Desmond Ambrose Stephans Theodore Alexis Winter | ANT  | 1095     |
| 18     | Simon Paul Henry Mario James Yon                            | SHE  | 1095     |
| 19     | Okposo Esugo Jonny Hamakim                                  | NGR  | 1077     |

### kleiduivenschieten skeet
| rang   | naam               | land | treffers |
| ------ | ------------------ | ---- | -------- |
| Goud   | Andri Eleftheriou  | CYP  | 89       |
| Zilver | Lauryn Mark        | AUS  | 89       |
| Brons  | Pinky le Grelle    | ENG  | 89       |
| 4      | Natalia Rahman     | AUS  | 89       |
| 5      | Louiza Theophanous | CYP  | 87       |
| 6      | Arti Singh Rao     | IND  | 82       |
| 7      | Elena Little       | ENG  | 64       |
| 8      | Erin Discombe      | NZL  | 60       |
| 9      | Melanie Hoverd     | NZL  | 54       |

### kleiduivenschieten skeet duo's
| rang   | naam                                 | land | treffers |
| ------ | ------------------------------------ | ---- | -------- |
| Goud   | Lauryn Mark Natalia Rahman           | AUS  | 90       |
| Zilver | Andri Eleftheriou Louiza Theophanous | CYP  | 88       |
| Brons  | Pinky Le Grelle Elena Little         | ENG  | 86       |
| 4      | Erin Discombe Melanie Hoverd         | NZL  | 84       |

### kleiduivenschieten trap
| rang   | naam                  | land | treffers |
| ------ | --------------------- | ---- | -------- |
| Goud   | Diane Swanton         | RSA  | 92       |
| Zilver | Rebecca Madyson       | MLT  | 86       |
| Brons  | Susan Marie Nattrass  | CAN  | 83       |
| 4      | Deserie Baynes        | AUS  | 83       |
| 5      | Teresa Borrell        | NZL  | 83       |
| 6      | Sarah Wixey           | WAL  | 81       |
| 7      | Shona Marshall        | SCO  | 64       |
| 8      | Lesley Goddard        | ENG  | 64       |
| 9      | Cynthia Barbara Meyer | CAN  | 63       |
| 10     | Suzanne Balogh        | AUS  | 62       |
| 11     | Nadine Stanton        | NZL  | 59       |
| 12     | Gaby Diana Ahrens     | NAM  | 45       |

### kleiduivenschieten trap duo's
| rang   | naam                                       | land | treffers |
| ------ | ------------------------------------------ | ---- | -------- |
| Goud   | Suzanne Balogh Deserie Baynes              | AUS  | 87       |
| Zilver | Cynthia Barbara Meyer Susan Marie Nattrass | CAN  | 83       |
| Brons  | Teresa Borrell Nadine Stanton              | NZL  | 77       |

### kleiduivenschieten dubbele trap
| rang   | naam                  | land | treffers |
| ------ | --------------------- | ---- | -------- |
| Goud   | Charlotte Kerwood     | ENG  | 106      |
| Zilver | Rachel Parish         | ENG  | 101      |
| Brons  | Cynthia Barbara Meyer | CAN  | 97       |
| 4      | Nadine Stanton        | NZL  | 97       |
| 5      | Susan Marie Nattrass  | CAN  | 95       |
| 6      | Suzanne Balogh        | AUS  | 90       |
| 7      | Susan Trindall        | AUS  | 89       |
| 8      | Teresa Borrell        | NZL  | 81       |

### kleiduivenschieten dubbele trap duo's
| rang   | naam                                       | land | treffers |
| ------ | ------------------------------------------ | ---- | -------- |
| Goud   | Charlotte Kerwood Rachel Parish            | ENG  | 134      |
| Zilver | Cynthia Barbara Meyer Susan Marie Nattrass | CAN  | 123      |
| Brons  | Suzanne Balogh Susan Trindall              | AUS  | 121      |
| 4      | Teresa Borrell Nadine Stanton              | NZL  | 109      |

### 10 meter luchtgeweer
| rang   | naam                      | land | treffers |
| ------ | ------------------------- | ---- | -------- |
| Goud   | Tejaswini Sawant          | IND  | 500.6    |
| Zilver | Avneet Kaur Sidhu         | IND  | 500.2    |
| Brons  | Yu Zhen Vanessa Yong      | SGP  | 499.9    |
| 4      | Becky Spicer              | ENG  | 499.0    |
| 5      | Sue McCready              | AUS  | 495.3    |
| 6      | Monica Fyfe               | CAN  | 495.3    |
| 7      | Louise Minett             | ENG  | 493.7    |
| 8      | Heloise Manasco           | GIB  | 493.6    |
| 9      | Jingna Zhang              | SGP  | 391.0    |
| 10     | Suraiya Akter             | BAN  | 390.0    |
| 11     | Zulkifli Muslifah Binti   | MAS  | 390.0    |
| 12     | Heather Rudd              | SCO  | 388.0    |
| 13     | Sheryl Glass              | NZL  | 388.0    |
| 14     | Mohamed Nur Suryani Binti | MAS  | 388.0    |
| 15     | Emma Cole-Hamilton        | SCO  | 387.0    |
| 16     | Dawn Marie Kobayashi      | JAM  | 385.0    |
| 17     | Sharmin Akhter            | BAN  | 385.0    |
| 18     | Fanoula Theofanous        | CYP  | 384.0    |
| 19     | Susannah Smith            | AUS  | 384.0    |
| 20     | Sian Corish               | WAL  | 383.0    |

### 10 meter luchtgeweer duo's
| rang   | naam                                              | land | treffers |
| ------ | ------------------------------------------------- | ---- | -------- |
| Goud   | Tejaswini Sawant Avneet Kaur Sidhu                | IND  | 791      |
| Zilver | Monica Fyfe Cynthia Hamulas                       | CAN  | 781      |
| Brons  | Yu Zhen Vanessa Yong Jingna Zhang                 | SGP  | 781      |
| 4      | Sue McCready Susannah Smith                       | AUS  | 777      |
| 5      | Louise Minett Becky Spicer                        | ENG  | 777      |
| 6      | Zulkifli Muslifah Binti Mohamed Nur Suryani Binti | MAS  | 774      |
| 7      | Sharmin Akhter Suraiya Akter                      | BAN  | 773      |
| 8      | Emma Cole-Hamilton Heather Rudd                   | SCO  | 772      |
| 9      | Jennifer Corish Sian Corish                       | WAL  | 763      |
| 10     | Marilena Constantinou Fanoula Theofanous          | CYP  | 754      |
| 11     | Urooj Fatima Nazish Khan                          | PAK  | 754      |
| 12     | Evi Esugo Caroline Utho                           | NGR  | 706      |

### 10 meter luchtpistool
| rang   | naam                    | land | treffers |
| ------ | ----------------------- | ---- | -------- |
| Goud   | Lalita Yauhleuskaya     | AUS  | 484.8    |
| Zilver | Dina Apandiyarova       | AUS  | 484.3    |
| Brons  | Kim Eagles              | CAN  | 477.6    |
| 4      | Joseline Lee Yean Cheah | MAS  | 470.3    |
| 5      | Harveen Srao            | IND  | 470.1    |
| 6      | Julia Lydall            | ENG  | 470.0    |
| 7      | Huijing Zhao            | SGP  | 469.5    |
| 8      | Erini Panteli           | CYP  | 466.1    |
| 9      | Bibiana Pei Chin Ng     | MAS  | 474.0    |
| 10     | Mehwish Maqsood         | PAK  | 372.0    |
| 11     | Sonia Rana              | IND  | 371.0    |
| 12     | Avianna Chao            | CAN  | 369.0    |
| 13     | Georgina Geikie         | ENG  | 369.0    |
| 14     | Jocelyn Lees            | NZL  | 367.0    |
| 15     | Ruwini Abeymanna        | SRI  | 367.0    |
| 16     | Yetunde Olabode         | NGR  | 364.0    |
| 17     | Marsha Bullen Jones     | TRI  | 363.0    |
| 18     | Michele Maynard         | BAR  | 358.0    |
| 19     | Andrea Bald             | NZL  | 357.0    |
| 20     | Florence Ogbogbo        | NGR  | 348.0    |

### 10 meter luchtpistool duo's
| rang   | naam                                        | land | treffers |
| ------ | ------------------------------------------- | ---- | -------- |
| Goud   | Dina Aspandiyarova Lalita Yauhleuskaya      | AUS  | 770      |
| Zilver | Joseline Lee Yean Cheah Bibiana Pei Chin Ng | MAS  | 758      |
| Brons  | Georgina Geikie Julia Lydall                | ENG  | 750      |
| 4      | Sonia Rana Harveen Srao                     | IND  | 748      |
| 5      | Avianna Chao Kim Eagles                     | CAN  | 747      |
| 6      | Andrea Bald Jocelyn Lees                    | NZL  | 736      |
| 7      | Florence Ogbogbo Yetunde Olabode            | NGR  | 708      |
| 8      | Jac Grundy Denise Reeves                    | NFI  | 668      |

### 25 meter pistoolschieten
| rang   | naam                    | land | treffers |
| ------ | ----------------------- | ---- | -------- |
| Goud   | Lalita Yauhleuskaya     | AUS  | 781.5    |
| Zilver | Kim Eagles              | CAN  | 774.0    |
| Brons  | Pamela McKenzie         | AUS  | 772.3    |
| 4      | Sushma Rana             | IND  | 771.9    |
| 5      | Bibiana Pei Chin Ng     | MAS  | 767.2    |
| 6      | Saroja Kumari Jhutsu    | IND  | 763.8    |
| 7      | Jocelyn Lees            | NZL  | 756.3    |
| 8      | Julia Lydall            | ENG  | 754.9    |
| 9      | Avianna Chao            | CAN  | 560.0    |
| 10     | Ruwini Abeymanna        | SRI  | 558.0    |
| 11     | Michele Maynard         | BAR  | 554.0    |
| 12     | Georgina Geikie         | ENG  | 552.0    |
| 13     | Chandrika Wijesuriya    | SRI  | 549.0    |
| 14     | Andrea Bald             | NZL  | 547.0    |
| 15     | Joseline Lee Yean Cheah | MAS  | 546.0    |
| 16     | Yetunde Olabode         | NGR  | 526.0    |
| 17     | Jac Grundy              | NFI  | 508.0    |
| 18     | Mehwish Maqsood         | PAK  | 482.0    |
| 19     | Florence Ogbogbo        | NGR  | 474.0    |
| 20     | Denise Reeves           | NFI  | 468.0    |

### 25 meter pistoolschieten duo's
| rang   | naam                                        | land | treffers |
| ------ | ------------------------------------------- | ---- | -------- |
| Goud   | Saroja Kumari Jhutsu Sushma Rana            | IND  | 1140     |
| Zilver | Pamela McKenzie Lalita Yauhleuskaya         | AUS  | 1134     |
| Brons  | Avianna Chao Kim Eagles                     | CAN  | 1130     |
| 4      | Joseline Lee Yean Cheah Bibiana Pei Chin Ng | MAS  | 1116     |
| 5      | Andrea Bald Jocelyn Lees                    | NZL  | 1110     |
| 6      | Ruwini Abeymanna Chandrika Wijesuriya       | SRI  | 1091     |
| 7      | Georgina Geikie Julia Lydall                | ENG  | 1090     |
| 8      | Florence Ogbogbo Yetunde Olabode            | NGR  | 1011     |
| 9      | Jac Grundy Denise Reeves                    | NFI  | 959      |

## Medaillespiegel
| rang | land               | goud | zilver | brons | totaal |
| ---- | ------------------ | ---- | ------ | ----- | ------ |
| 1    | India              | 16   | 7      | 4     | 27     |
| 2    | Australië          | 9    | 8      | 7     | 24     |
| 3    | Engeland           | 6    | 8      | 6     | 20     |
| 4    | Cyprus             | 3    | 1      | 0     | 4      |
| 5    | Schotland          | 2    | 1      | 0     | 3      |
| 6    | Zuid-Afrika        | 1    | 2      | 2     | 5      |
| 7    | Nieuw-Zeeland      | 1    | 2      | 2     | 5      |
| 8    | Singapore          | 1    | 1      | 3     | 5      |
| 9    | Wales              | 1    | 0      | 2     | 3      |
| 10   | Canada             | 0    | 5      | 6     | 11     |
| 11   | Maleisië           | 0    | 1      | 4     | 5      |
| 12   | Malta              | 0    | 1      | 1     | 2      |
| 13   | Bangladesh         | 0    | 1      | 0     | 1      |
|      | Noord-Ierland      | 0    | 1      | 0     | 1      |
|      | Pakistan           | 0    | 1      | 0     | 1      |
| 16   | Man                | 0    | 0      | 1     | 1      |
|      | Namibië            | 0    | 0      | 1     | 1      |
|      | Trinidad en Tobago | 0    | 0      | 1     | 1      |

Atletiek · Badminton · Basketbal · Boksen · Bowls · Gewichtheffen · Hockey · Mountainbike · Netball · Ritmische gymnastiek · Rugby Sevens · Schietsport · Schoonspringen · Squash · Synchroonzwemmen · Tafeltennis · Triatlon · Turnen · Wielersport (baan · weg) · Zwemmen